# Бітон Кулібалі
Бітон Кулібалі (1689—1755) — засновник імперії Сеґу. Перетворив невеличку державу біля річки Нігер на потужне утворення.

## Життєпис
Походив з династії Кулібалі. Прапраонук Каладіана Калібалі, засновника міста-держави Сегу. Син Соума, правителя Сегу. Його матір'ю була мусульманка Бану Сану Соко. Народився 1689 року, отримавши ім'я Мамарі (аналог арабського імені Омар). Замолоду був начальником тони — спілки молодих мисливців зі знатних родів, яку перетворив на професійне військо — тонджонів.
1712 року посів трон Сегу, ставши його четвертим правителем. Прийняв титул «бітон». Розпочав тривалі війни із сусідніми племенами фульбе, сонінке, мосі, розширивши межі держави по обидва боки річки Нігер. Для успішних походів з бамбара-сомоно, що були вправними рибалками, створив військовий флот.
Зверхність імперії Сегу визнали держава Каарта (там правила гілка династії Кулібалі), міста-держави Дженне, Сібірідугу, Бендугу, Селадугу, Карадугу, Беледугу та Тімбукту (на нетривалий час).  За контроль над ними вимушен був протягом 1730—1740 років боротися проти Секу Уатари, фагами держави Конг. Після невдач у 1730 і 1739 році, у 1740 році Бітон зумів завдати супротивникові поразки. Заснував як форпост на півдні місто Бла. На момент смерті мав 40 тис. професійного війська, озброєного вогнепальною зброєю.
У внутрішній політиці проводив політику релігійної терпимості. У столиці звів першу мечеть, щоб його мати мала можливість спокійно молитися. Водночас це сприяло поступовій ісламізації, під яку попав один з синів Бітона Кулібалі — Алі.
Завдяки успішним походам було встановлено контроль над багатьма шляхами транссахарської торгівлі. Відновилася торгівля з берберськими племенами, містами-державами хауса, Канем-Борну. Основу торгівлі становили раби.
Помер Бітон Кулібалі 1755 року. Йому спадкував старший син Дінкоро.